# Strawczyn (gromada)
Strawczyn – dawna gromada, czyli najmniejsza jednostka podziału terytorialnego Polskiej Rzeczypospolitej Ludowej w latach 1954–1972.
Gromady, z gromadzkimi radami narodowymi (GRN) jako organami władzy najniższego stopnia na wsi, funkcjonowały od reformy reorganizującej administrację wiejską przeprowadzonej jesienią 1954 do momentu ich zniesienia z dniem 1 stycznia 1973, tym samym wypierając organizację gminną w latach 1954–1972.
Gromadę Strawczyn z siedzibą GRN w Strawczynie utworzono 1 stycznia 1959 w powiecie kieleckim w woj. kieleckim z obszaru zniesionych gromad Promnik i Ruda Strawczyńska.
31 grudnia 1959 do gromady Strawczyn przyłączono wsie Małogoskie i Akwizgran ze zniesionej gromady Łosień w tymże powiecie.
W 1965 roku gromada miała 27 członków gromadzkiej rady narodowej.
Gromada przetrwała do końca 1972 roku, czyli do kolejnej reformy gminnej. 1 stycznia 1973 utworzono gminę Strawczyn.